# Línea circular

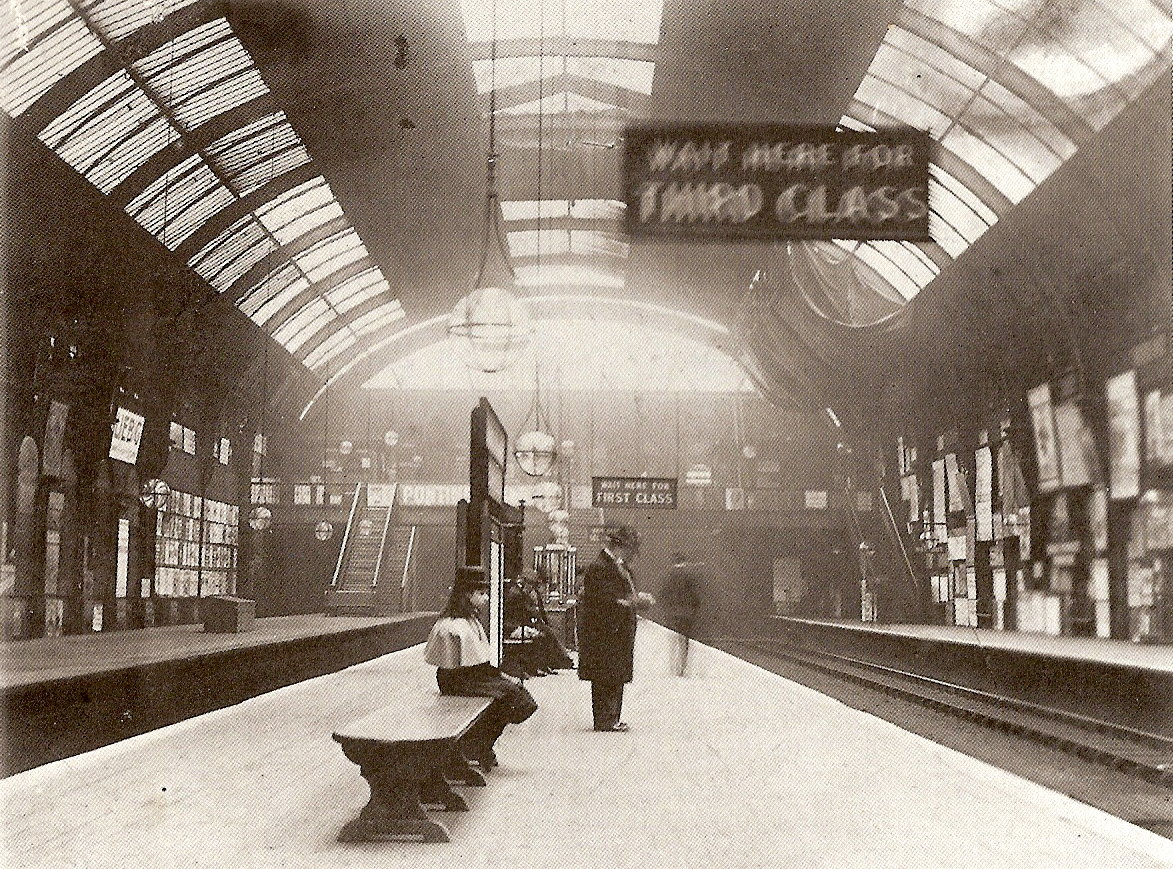
Estación High Street Kensington de la línea Inner Circle de Londres, la primera línea circular del mundo.

Una ruta circular (también circunvalar, bucle, línea de anillo, línea circular o línea orbital ) es una ruta de transporte público que sigue un camino que se aproxima a un círculo o que al menos comienza y termina en un mismo lugar.

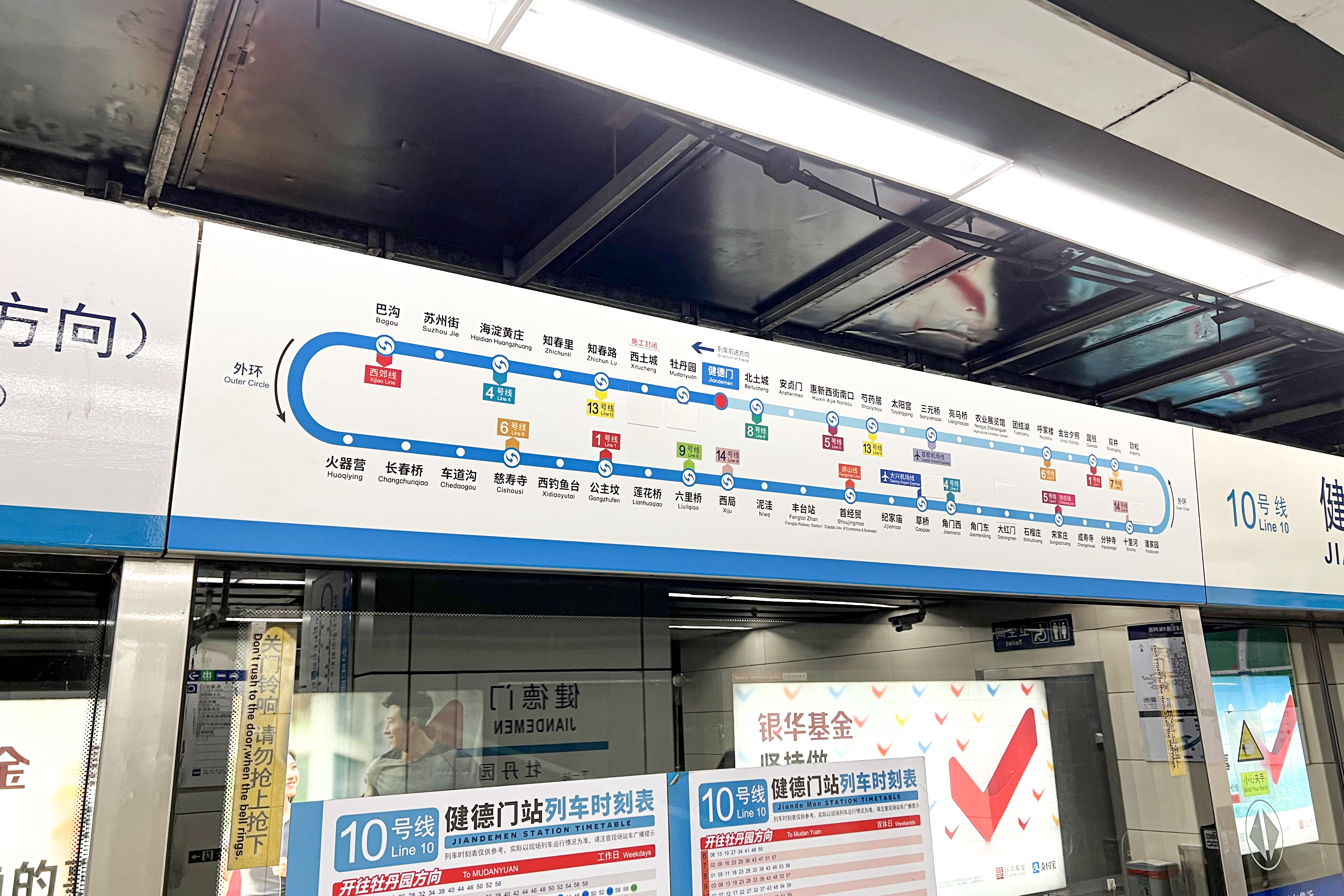
Línea 10 del Metro de Beijing, la segunda línea de metro circular más larga del mundo

## Definición
La expresión "ruta circular" puede referirse a:
- Una ruta que orbita un punto central, comúnmente en torno al centro urbano de la ciudad, ya sea por alrededor de dicho centro, o a través de la periferia de este.
- Una ruta que recorre una trayectoria aproximadamente circular, que comienza desde un punto cercano al centro de la ciudad, transita hasta un punto periférico de esta y vuelve para terminar nuevamente en el punto céntrico inicial.
- Varias rutas semicirculares que juntas pueden formar efectivamente una ruta circular.

## Características típicas
Normalmente, una ruta circular rodea un centro urbano conectando durante su recorrido con una o más rutas diametrales o radiales, que ofrecen servicios más directos hacia o desde el centro de una ciudad. A veces, las rutas circulares orbitan en una parte de su recorrido al centro urbano y, en otra, suburbios o satélites de la ciudad, ya sea a través de la misma ruta o en combinación con otras, como la línea 2 del Metro de Seúl, que circunda la ciudad alrededor del centro urbano y el distrito Gangnam. Estas conexiones ayudan a los viajeros a reducir los tiempos de viaje, evitar los centros urbanos congestionados y, en ocasiones, reducir el número de transbordos. También se pueden lograr beneficios similares mediante rutas semicirculares o rutas periféricas, como las de tren suburbano de las líneas Osaka Higashi, la línea Musashino de Tokio y la línea F del S-tog de Copenhague.

## Rutas circulares famosas
La línea circular de tránsito rápido más antigua fue la Inner Circle de Londres, hoy la Circle Line del metro de Londres, que se completó en 1884 y es operada por dos compañías independientes.  La ruta elegida traza en términos generales lo que hoy es el centro de Londres . A esta le siguió el metro de Glasgow, que se inauguró en 1896 y que sólo posee una línea orbital que no ha cambiado desde entonces. En 1954 el metro de Moscú completó la construcción de la línea Koltsevaya famosa por su arquitectura estalinista, y en 2016 se reabrió como línea de pasajeros una antigua vía de ferrocarril de 1908, hoy designada como línea 14 o Línea Circular Central. Más recientemente en 2019, se inauguró la línea 3 del metro de Copenhague, que conecta el centro de la ciudad con los suburbios del norte y del este. En París, las líneas 2 y 6 del metro rodean la ciudad de forma semicircular por el norte y sur de esta, respectivamente, por lo que, en conjunto, y al estar conectadas entre sí, forman un anillo en torno a la urbe.
También pueden encontrarse rutas circulares en muchas líneas de trenes de cercanías, concretamente el City Circle en Sydney, construido en 1926 y el City Loop de Melbourne, en 1978. Otros ejemplos son la línea Osaka Loop perteneciente a la Red Urbana de la JR West, que sirve a la conurbación Kyoto-Osaka-Kobe y la línea Yamanote de la red de trenes de cercanías de la JR East que sirve al Área del Gran Tokio.